# Kill me, Kiss me
Kill me, Kiss me är en manhwa författad av Lee Young You. Den består av 5 volymer som alla är översatta till svenska av Helen Larsson. De är utgivna mellan åren 2005 och 2006 av Megamanga. Läsriktningen är vänster till höger.

## Rollfigurer
- Kun Kang: En manlig modell som har fått idolstatus. Har ett hektiskt schema och missar många lektioner i skolan. Men har han någon hjärna att utveckla över huvud taget?
- Tae Yeon Im: Går på gymnasiet och är kär i den berömde tonårsidolen Kun. När hon får reda på att Kun går på samma skola som hennes identiska kusin, Jung-Woo, så ser hon till att byta plats med kusinen och tvingar honom att gå till hennes flickskola iförd kjol.
- Jung-Woo Im: Byter plats med sin kusin, går på flickskolan i flickkläder, något som inte verkar störa honom alls. Antingen är det för att han gillar att vara bland tjejer eller så har han inget emot att gå i kjol. Den typiske ensamvargen. Han är väldigt söt, vilket gör att han får mer uppmärksamhet än han egentligen skulle önska, speciellt från gängledaren Ghoon-Hahm.
- Ga-Woon Kim: Skolans värsting som inte har något emot att ge sig på Jung-Woo. Men på den senaste tiden har han känt en oförklarlig dragning till sitt offer.
- Que-Min Ghun: Hon var tidigare en riktig tuffing men försöker nu lämna det livet. Hon gillar stackars Jung-Woo, om han nu bara kunde komma ihåg hennes namn.
- Ghoon-Hahm Che: Har spöat Jung-Woo massor av gånger. Är det att han inte gillar den söta killens uppsyn, eller är det för att Que-Min gör det?
- Yang Me: Jung-Woo's så kallade "bästa kompis" och även medlem i Snyggingarnas fanclub, syns inte så mycket.
- Ghoon-Hahms gäng: Bestående endast av killar.
- Lin Lee: En av killarna i Ghoon-Hamss gäng, vars lillasyster vill ha Ghoon-Hahm över allt annat.
- Nanashe Kai: Mystisk gängledare som visar sig i slutet av fjärde boken.
- Snöboll: Den lösdrivande hunden som Jung-Woo tar hand om.

## Handling

### Volym 1
Tae Im inser att hennes favoritidol går i samma skola som hennes kusin Jung-Woo Im och eftersom de är identiskt lika övertalar hon honom att byta plats med henne. De måste klä sig som varandra och gå i varandras internatskolor. Varsin skola full av babes! Kan det gå fel? Troligen.

### Volym 2
Jung-Woo springer in i ett gäng krigiska babes som antar att vår hjälte är en flicka. Det kan gå hur illa som helst. Samtidigt råkar Tae ut för Ghoon-Hahm Che, ledare för skolans våldsammaste gäng. Han borde försvara sig. Men han kan ju inte slå en flicka...eller kan han det? 

### Volym 3
Vilken röra: Que-Min Chun, snäll skolflicka på dagarna, våldsam gängmedlem på nätterna, gillar Jung-Woo Im, som ser väldigt snäll ut men enligt ryktet har slagits (och förlorat) mot stans mest våldsamma gängledare Ghoon-Hahm Che, som i sin tur fastnat för Que-Min. Nu hotar Ghoon-Hahm att bryta vartenda ben i lilla ömtåliga Jung-Woos kropp om inte Que-Min går ut med honom istället. Que-Min spelar med och hoppas på det bästa, men ännu mer hoppas hon att femöringen ska trilla ner hos Jung-Woo så att han ska förstå att det är honom hon egentligen älskar. Kärlek, blod och gängkrig i skön kombination i en av Koreas våldsammaste flickserier. 

### Volym 4
Efter stor bestörtning börjar alla bete sig bättre mot varandra. Ghoon-Hahm inser att Jung-Woo kanske inte är så simpel som han först trott. Jung-Woo och Que-Min ger sig ut för att shoppa och lära känna varandra bättre. Lugnet kan emellertid visa sig vara det berömda före stormen. När ett nytt gäng anländer tar det inte lång tid för dem att göra ett intryck på gatorna. 

### Volym 5
Que-Min får flera timmar på sig att få Jung-Woo att gilla henne när de två blir inlåsta tillsammans. Men gängledaren Ghoon-Hahm får reda på vad som är på gång och blir rasande. Han vill ha Que-Min för sig själv. Samtidigt råkar han dra in Jung-Woo i uppgörelsen med det nya gänget som har dykt upp i staden.
Dramat får Que-Min att tvivla på sina känslor. Kan den här tilltrasslade kärlekshärvan någonsin redas ut?